# Малый Паток
Малый Паток (Малый Поток) — река в России, протекает в Республике Коми. Устье реки находится в 106 км по правому берегу реки Щугор. Длина реки составляет 73 км, площадь водосборного бассейна 800 км².

## География и гидрография
Река Малый Паток берёт начало на Исследовательском хребте Приполярного Урала. Река вытекает из небольшого горного озера Патокты. Течёт на юго-запад по территории национального парка Югыд Ва.
Течение в верховьях носит бурный, горный характер, затем течение немного успокаивается. На всём протяжении образует многочисленные острова, часто дробится на отдельные протоки. Скорость течения в верховьях 3,5 м/с, в среднем течении около 1,5 м/с, в низовьях около 0,8 м/с. Ширина реки в верховьях около 10 метров, в среднем течении около 50 — 70 метров, в нижнем течении ширина превышает 100 метров.
Впадает в Щугон у скалистых выходов в урочище Малый Паток.

## Притоки
- 9 км: река без названия (левый)
- 19 км: ручей Подгорный (в водном реестре — река без названия, правый)
- 23 км: река Лорцемпея (левый)
- 26 км: река без названия (правый)
- 65 км: река Нямга (левый)

## Данные водного реестра
По данным государственного водного реестра России относится к Двинско-Печорскому бассейновому округу, водохозяйственный участок реки — Печора от водомерного поста у посёлка Шердино до впадения реки Уса, речной подбассейн реки — бассейны притоков Печоры до впадения Усы. Речной бассейн реки — Печора.
Код объекта в государственном водном реестре — 03050100212103000062460.